# ARINC
Aeronautical Radio, Incorporated abbreviata molto comunemente ARINC è un'azienda leader nei prodotti informatici di comunicazione nei settori dell'avionica e in generale dei trasporti.
Ha prodotto sistemi come ACARS, FMS e diversi standard per databus aeronautici. È conosciuta soprattutto per i numerosi standard che pubblica, in particolar modo per le architetture avioniche dei velivoli da trasporto civili.